# Diaspis aequalis
Diaspis aequalis är en insektsart som beskrevs av Abraham Munting 1967. Diaspis aequalis ingår i släktet Diaspis och familjen pansarsköldlöss. Inga underarter finns listade i Catalogue of Life.